# Sofia Corradi
Sofia Corradi (née le 5 septembre 1934 à Rome et appelée aussi « Mamma Erasmus ») est une personnalité italienne qui est considérée comme l'idéatrice du programme Erasmus.

## Biographie
Née en 1934 à Rome, elle fait des études de droit et obtient à 23 ans une bourse Fulbright pour les prolonger à l'université Columbia en 1957-1958. Elle y obtient un master de droit. De retour en Italie, elle n'obtient pas la reconnaissance de ses années d'études à l'étranger et de son diplôme américain. Elle écrit plusieurs mémorandums, au delà de son cas personnel, pour faciliter financièrement les études à l'étranger et la reconnaissance de ces études, au retour. Elle devient enseignante et consultante scientifique auprès de la conférence des recteurs des universités italiennes. En 1969, un de ces mémorandums est adopté par le ministère de l'éducation publique italien. Mais ce n'est qu'en 1987 que ses idées sont reprises par l'exécutif européen et que le programme Erasmus concrétise ses propositions. Elle est appelée « Mamma Erasmus ».
Elle obtient le prix européen Charles-Quint, décerné par le roi d'Espagne, en 2016,.